# Gene targeting
En biologie moléculaire, le gene targeting est une méthode permettant le remplacement d'un gène par une nouvelle séquence par le biais de la recombinaison homologue. La nouvelle séquence peut être un nouveau gène, une version modifiée du même gène ou tout autre séquence d'intérêt. Au sens large le gene targeting décrit tout remplacement ciblé d'une séquence dans un génome.

## Prix Nobel
Le Prix Nobel de physiologie ou médecine 2007 fut décerné à Mario R. Capecchi, Martin J. Evans et Oliver Smithies pour leurs travaux sur les « principes pour l'introduction de modification génétique spécifique chez la souris par l'usage cellules souches embryonnaires ».